# Todd Lockwood
Todd Willis Lockwood (Boulder, 9 luglio 1957) è un artista statunitense specializzato in illustrazioni fantasy e fantascientifiche.

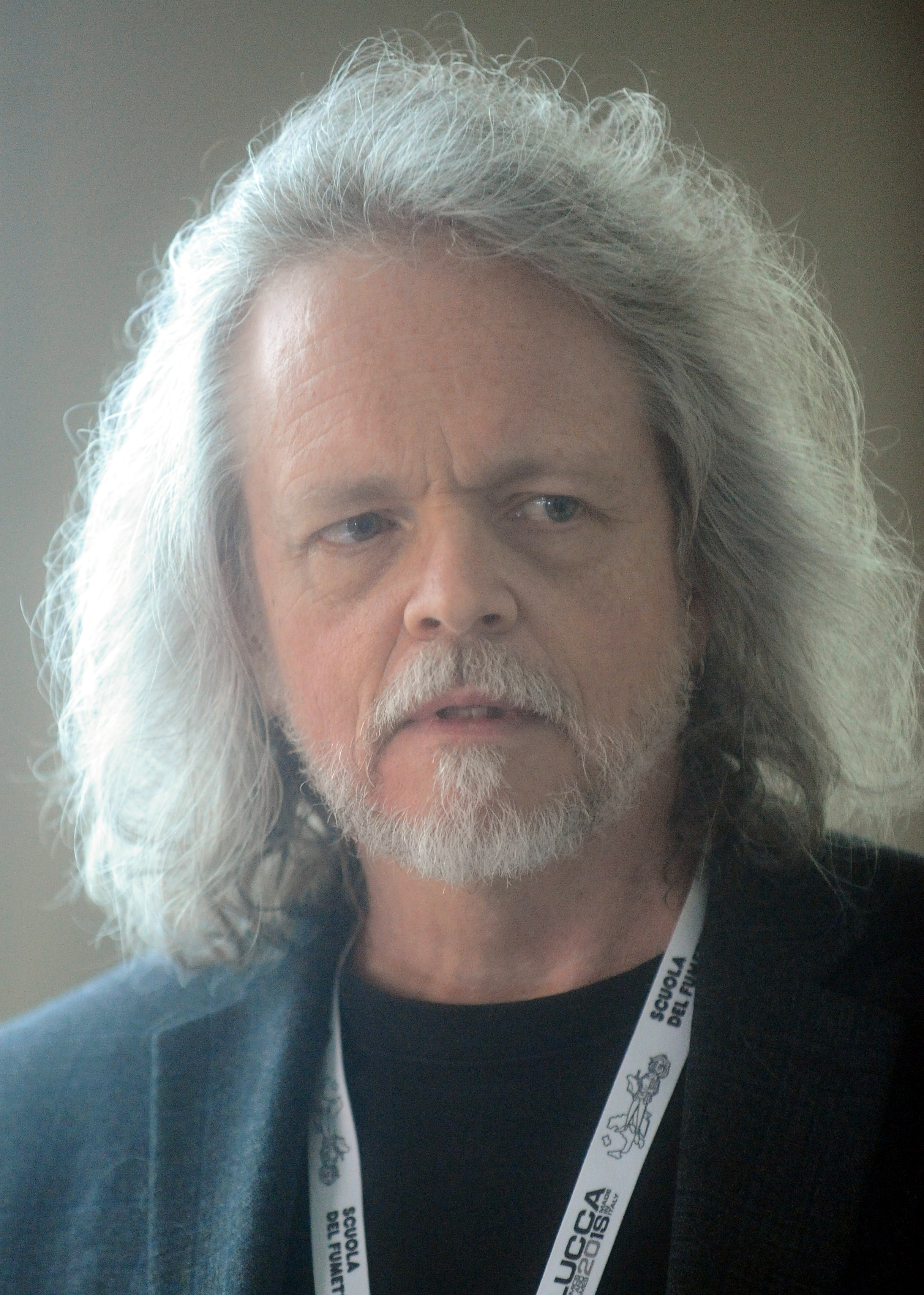
Todd Lockwood a Lucca Comics & Games 2018

Noto soprattutto per le sue illustrazioni per il gioco di ruolo fantasy Dungeons & Dragons e per le sue copertine dei romanzi di R. A. Salvatore, la sua arte è apparsa anche sui libri della Tor e della Firebird, nonché in copertine di riviste, come Asimov's Science Fiction, Analog Science Fiction and Fact, Realms of Fantasy, Dragon e Dungeon Adventures.

## Biografia
Todd ha studiato al The Art Institute of Colorado di Denver, in Colorado, laureandosi nel 1981 con la vincita del "portfolio par excellence" e andando immediatamente a lavorare nel campo della pubblicità come freelance.  Per quindici anni circa ha illustrato prodotti, tra cui la birra Coors che era il suo principale cliente. Dopo aver illustrato alcune copertine per la rivista Satelite Orbits, venne soprannominato The satellite dish guy ("il ragazzo delle parabole satellitari").
Stanco e annoiato delle limitazioni nel suo lavoro nella pubblicità decide di tentare le illustrazioni fantasy e di fantascienza e illustrò alcune copertine dell'Asimov's Science Fiction Magazine, quindi portò queste e altri lavori alla World Science Fiction Convention, a Winnipeg, nel Canada per farsi conoscere. Qui tra gli altri incontra anche uno dei suoi modelli di ispirazione, Michael Whelan, e il suo giudizio positivo sui suoi lavori in bianco e nero lo fece tornare a casa ancora più motivato.
I suoi primi lavori nel campo dei giochi sono per la Chaosium per cui illustra alcune carte del gioco XXXenophile di Phil Foglio.
Nel 1996 riesce a trovare impiego nello staff della TSR, la compagnia che a quel tempo pubblicava il popolare gioco di ruolo fantasy Dungeons & Dragons. Nel 1997, la Wizards of the Coast ha acquisito la TSR e i suoi marchi; Todd si è così trasferito con la famiglia nello Stato di Washington, dove ha continuato a lavorare alla linea dei prodotti D&D e al gioco di carte collezionabili Magic: l'Adunanza. Nel 1999, ha collaborato alla ridefinizione dell'estetica di Dungeons & Dragons nel suo passaggio alla terza edizione. Nel 2002, dopo l'acquisto della Wizards of the Coast da parte di Hasbro, Todd è ritornato a essere un freelance.

## Riconoscimenti
I suoi lavori sono stati onorati con la pubblicazione nella rivista Spectrum e nel Communication Arts Illustration Annual, con la vincita di numerosi premi Chesleys e World Fantasy. Vive con la moglie e i suoi tre figli nello Stato di Washington. Il suo primo libro illustrato, Transitions: Art of Todd Lockwood, è stato pubblicato nel settembre del 2003.